# Michel Chossudovsky
Michel Chossudovsky (1946) es un economista canadiense, escritor y profesor emérito de Economía de la Universidad de Ottawa., fundador y director del Centro de Investigación sobre la Globalización (CRG), Montreal, y editor de la web globalresearch.ca. Es autor de The Globalization of Poverty and The New World Order (2003) y de America’s “War on Terrorism”(2005). Su último libro es Towards a World War III Scenario: The Dangers of Nuclear War (2011). También es colaborador de la Encyclopaedia Britannica. Sus escritos se han publicado en más de 20 idiomas.Es un activista antiglobalización.

## Biografía
Michel Chossudovsky es hijo del académico judío canadiense y diplomático ante la Organización de las Naciones Unidas Evgeny Chossudovsky (15 de agosto de 1914 - 4 de enero de 2006) y Rachel Chossudovsky. A lo largo de toda su carrera en Naciones Unidas, Evgeny Chossudovsky expresó un firme apoyo a la causa palestina.

### Vida académica
Michel Chossudovsky ha actuado como profesor visitante en organizaciones académicas en Europa del este, América Latina y en el Sudeste asiático, actuando como asesor económico de gobiernos en países en desarrollo además de ser consultor de organizaciones internacionales como Programa de las Naciones Unidas para el Desarrollo (UNDP), el Banco Africano de Desarrollo, el United Nations African Institute for Economic Development and Planning (AIEDEP), el Fondo de Población de las Naciones Unidas (UNFPA), la Organización Internacional del Trabajo (ILO), la Organización Mundial de la Salud (WHO), la Comisión Económica para América Latina y el Caribe (ECLAC). En 1999, Chossudovsky se unió a la Transnational Foundation for Peace and Future Research como asesor.

### Investigador
Chossudovsky es expresidente de la Canadian Association of Latin American and Caribbean Studies, CALACS, Concordia University, Montreal, Quebec.  Miembro de organizaciones de investigación y desarrollo como el Committee on Monetary and Economic Reform (COMER), el  Geopolitical Drug Watch (OGD) (París) y el International People's Health Council (IPHC).

### Antibelicista
Miembro activo del movimiento antibélico en Canadá, ha sido escritor prolífico acerca de la guerra en Yugoslavia. Después de los ataques del 11 de septiembre de 2001 ha estado envuelto en dilucidar las complejas relaciones entre el Gobierno de Estados Unidos, Osama Bin Laden y Al Qaeda. Contribuyente frecuente a Le Monde diplomatique, Third World Resurgence, Covert Action Quarterly, Red Voltaire y Rebelión. Sus publicaciones son traducidas a más de veinte idiomas. Su último libro se llama America's War on Terrorism".
Editor del Centre for Research on Globalization, que opera un sitio web. El Centre for Research on Globalization afirma que "pavimenta el camino para la "globalización" y "desarma" el Nuevo orden mundial".

### Posturas
Chossudovski ha postulado que varios de los sucesos recientes tienen una lectura distinta a lo que se da la posición oficial.
Respecto a los atentados del 11 de septiembre de 2001, postula que fueron una operación de bandera falsa  de un sector del Gobierno de Estados Unidos (llamados zioncons) con la ayuda de otros servicios de inteligencia occidentales como el MI5, Mossad e ISI )  . El manejo posterior del gobierno fue a generar miedo en la población.
Respecto a Chechenia, los principales líderes rebeldes Shamil Basayev y Al Khattab fueron entrenados y adoctrinados en campos patrocinados por la CIA en Afganistán y Pakistán. Según Yossef Bodansky, director de la Fuerza de Tareas del Congreso de EE. UU. sobre Terrorismo y Guerra No Convencional, la guerra de Chechenia se habría planificado en una reunión secreta de Hizbollah International, en 1996, en Mogadiscio, Somalia.
Respecto a la Operación Plomo Fundido, la invasión de Gaza por parte de las Fuerzas de Defensa de Israel, habrían sido un subterfugio para presionar por la bolsa de gas que se encuentra debajo de la Franja de Gaza descubierta recientemente.
EL mecanismo de presión habría sido un desastre humanitario planificado. La consecuencia, lograr que Israel fuera permitida a liberar permisos, y lograr ingresos por ello, de minería y explotación de las bolsas de gas offshore  de Gaza.
Respecto a la epidemia de fiebre porcina, resalta el uso de la desinformación por parte de los grandes medios para generar el ambiente propicio para grandes ventas de Tamiflu.
Respecto a los Atentados de noviembre de 2008 en Bombay sugiere un rol más activo en la perpetración de ellos por parte de Israel y Estados Unidos para colocar en problemas al Gobierno de Pakistán.
Respecto a la Crisis financiera de 2008, hace un análisis profundo y la compara con el Crack del 29.
Respecto a la crisis de Estados Unidos e Israel con Irán, postula que es parte de una agenda mucho más elaborada y de larga duración, que ya tienen una estrategia desde los 1990s.

"El Ejército, la Marina, la Fuerza Aérea, los marines, todos tienen preparados planes detallados y han gastado cuatro años construyendo bases y entrenando para la operación “Libertad de Irán”.
 El almirante Fallon, nuevo jefe del Comando Central (renunciado en marzo de 2008) , quien heredó planes bajo el nombre de TIRANNT (Theatre Iran Near Term)." 